# カンノービオ
カンノービオ（伊: Cannobio）は、イタリア共和国ピエモンテ州ヴェルバーノ・クジオ・オッソラ県にある、人口約5,200人の基礎自治体（コムーネ）。

## 地理

### 位置・広がり
| 隣接するコムーネは以下の通り。括弧内のCH-TIはスイスティチーノ州、VAはヴァレーゼ県所属を示す。 - Brissago (CH-TI) - カンネロ・リヴィエーラ - ルイーノ (VA) - マッカーニョ・コン・ピーノ・エ・ヴェッダスカ (VA) - Centovalli (CH-TI)、 - トラーレゴ・ヴィッジョーナ - トロンツァーノ・ラーゴ・マッジョーレ (VA) - ヴァッレ・カンノビーナ (カヴァーリオ＝スポッチャ、ファルメンタ) |

## 行政
- 代表: Giandomenico Albertella（2009年06月08日選出）

### 分離集落
カンノービオには、以下の分離集落（フラツィオーネ）がある。
Campeglio, Carmine Inferiore, Carmine Superiore, Cinzago, Formine, Marchille, Piaggio Valmara, Pianoni, Ronco, San Bartolomeo Valmara, Sant'Agata sopra Cannobio, Socraggio, Socragno, Traffiume